# Time's Incinerator
Time's Incinerator è il terzo album di studio dei Soul Asylum, secondo pubblicato della band nel 1986, precisamente il 24 giugno di quell'anno.
È una raccolta di b-sides, demo ed inediti degli esordi della band e dei Fast Loud Rules, prima reincarnazione del gruppo.
Il disco contiene inoltre le cinque tracce non inserite nell'esordio, ma successivamente incluse nella ristampa due anni dopo.

## Tracce

### Lato 1
1. Dragging Me Down*
2. Freeway
3. Broken Glass*
4. Goin' Down
5. The Snake
6. Hot Pants
7. Job for Me
8. Swingin'
9. Take It to the Root (later on Clam Dip & Other Delights, released in 1989)
10. Fearless

### Lato 2
11.  Do You Know*

   12.  Spacehead*

   13.  Cocaine Blues

   14.  Out of Style

   15.  Nowhere To Go

   16.  Hey Bird

   17.  Friends

   18.  Ramblin' Rose

   19.  Your Clock

   20.  Masquerade*

   21.  Soul Asylum